# Villarrica (Paraguay)
Villarrica del Espíritu Santo, il cui nome è spesso abbreviato in Villarrica, è una città del Paraguay. È il capoluogo del Dipartimento di Guairá.
La città fu fondata il 14 maggio del 1570 nell'antico territorio del Guayrá, oggi territorio brasiliano dello stato del Paraná, dallo spagnolo Ruy Díaz de Melgarejo. Dopo la sua fondazione, la città dovette spostarsi ben sette volte a causa delle invasioni dei bandeirantes.
Il 25 maggio 1682 ottenne licenza di stabilirsi nei pressi della cordigliera del Ybytyruzú, una ramificazione della Cordillera de Caazapá (o Caaguazú). La licenza fu approvata dal Re il 14 maggio 1701. Questa data diventerà quindi la definitiva data di fondazione.

## Geografia fisica

### Clima
Villarrica possiede un clima benigno e salutare,con una temperatura media annua di 21 °C. In estate, le temperature medie si aggirano sui 33 °C; in inverno, la temperatura media è di 11 °C. Piove abbondantemente nei mesi di ottobre e novembre.

## Popolazione
Al censimento del 2002 la città contava una popolazione urbana di 38.961 abitanti (55.200 nel distretto), secondo la Dirección General de Estadística, Encuestas y Censos.

## Economia
Le principali attività produttive nella città sono la produzione agroalimentare, l'allevamento, la produzione di latte, l'industria tessile e la produzione di zucchero.